# Tadeusz Biliński (artysta)
Tadeusz Biliński (ur. w 1892 w Wierzbowie na Litwie, zm. w 1960 w Świdnicy) – polski rzeźbiarz i malarz.

## Życiorys
Ukończył Akademię Sztuk Pięknych we Lwowie. Specjalizował się w rzeźbach portretowych, małych formach rzeźbiarskich, a także malarstwie sztalugowym. W Świdnicy mieszkał od 1947 roku aż do śmierci.

## Wystawy zbiorowe
- 1948 – I Wystawa Plastyków Świdnickich (powojenna, urządzona w salach Klubu Kupieckiego).